# 1883
Il 1883 (MDCCCLXXXIII in numeri romani) è un anno  del XIX secolo.

## Eventi
- 4 gennaio – Esce il primo numero di Life.
- 16 gennaio – Su proposta del senatore George H. Pendleton dell'Ohio (USA), il Congresso americano emana il Pendleton Civil Service Reform Act, con il quale si stabilisce la selezione degli impiegati statali attraverso concorsi pubblici (gestita dalla US Civil Service Commission) e il divieto del loro licenziamento per motivi politici.
- 19 gennaio – Nelle acque del Mare del Nord il piroscafo tedesco Cimbria affonda dopo essersi scontrato con il piroscafo inglese Sultan. Muoiono 340 persone.
- febbraio – Carlo Collodi pubblica le Avventure di Pinocchio.
- 24 maggio – New York: Viene aperto definitivamente al transito il ponte di Brooklyn.
- 30 giugno – Loreggia: Viene fondata da Leone Wollemborg la prima cassa rurale d'Italia.
- 28 luglio – Isola d'Ischia: Un terribile terremoto distrugge gran parte della famosa cittadina termale di Casamicciola, provocando 2.313 morti e 762 feriti.
- 29 luglio – nasce Benito Amilcare Andrea Mussolini a Dovia di Predappio.
- 12 agosto – Amsterdam: Muore l'ultimo esemplare di quagga in cattività (equus quagga quagga) dando fine alla specie.
- 27 agosto – Uno tsunami provocato dall'eruzione del vulcano dell'isola di Krakatoa, tra Giava e Sumatra, uccide 36.000 persone. È il maremoto più disastroso del secolo.
- 4 ottobre – Parigi: Dalla stazione ferroviaria di Gare de l’Est parte l'Orient Express per il proprio viaggio inaugurale.
- 22 ottobre – New York: Viene inaugurato il Metropolitan Opera House con la rappresentazione del Faust di Charles Gounod.
- 30 ottobre – Trattato segreto difensivo tra Austria-Ungheria e Romania tendente a contrastare l'influenza della Russia nei Balcani.
- 7 dicembre – Illuminazione del Teatro Alla Scala tramite energia elettrica.
- 8 dicembre – Alle "ore 3 pomeridiane" il poeta italiano Giosuè Carducci termina la stesura di San Martino, una delle sue più celebri poesie. Verrà pubblicata pochi giorni dopo nel supplemento Natale e capo d'anno de L'Illustrazione Italiana e successivamente raccolta nelle Rime nuove del 1887.

## Nati
Ci sono circa 1 150 voci su persone nate nel 1883; vedi la pagina Nati nel 1883 per un elenco descrittivo o la categoria Nati nel 1883 per un indice alfabetico.

## Morti
Ci sono circa 350 voci su persone morte nel 1883; vedi la pagina Morti nel 1883 per un elenco descrittivo o la categoria Morti nel 1883 per un indice alfabetico.

## Calendario
| Calendario 1883 | Calendario 1883 | Calendario 1883 | Calendario 1883 | Calendario 1883 | Calendario 1883 | Calendario 1883 | Calendario 1883 | Calendario 1883 | Calendario 1883 | Calendario 1883 | Calendario 1883 | Calendario 1883 | Calendario 1883 | Calendario 1883 | Calendario 1883 | Calendario 1883 | Calendario 1883 | Calendario 1883 | Calendario 1883 | Calendario 1883 | Calendario 1883 | Calendario 1883 | Calendario 1883 | Calendario 1883 | Calendario 1883 | Calendario 1883 | Calendario 1883 | Calendario 1883 | Calendario 1883 | Calendario 1883 | Calendario 1883 | Calendario 1883 |
| --------------- | --------------- | --------------- | --------------- | --------------- | --------------- | --------------- | --------------- | --------------- | --------------- | --------------- | --------------- | --------------- | --------------- | --------------- | --------------- | --------------- | --------------- | --------------- | --------------- | --------------- | --------------- | --------------- | --------------- | --------------- | --------------- | --------------- | --------------- | --------------- | --------------- | --------------- | --------------- | --------------- |
|                 | 1               | 2               | 3               | 4               | 5               | 6               | 7               | 8               | 9               | 10              | 11              | 12              | 13              | 14              | 15              | 16              | 17              | 18              | 19              | 20              | 21              | 22              | 23              | 24              | 25              | 26              | 27              | 28              | 29              | 30              | 31              |                 |
| Gennaio         | Lu              | Ma              | Me              | Gi              | Ve              | Sa              | Do              | Lu              | Ma              | Me              | Gi              | Ve              | Sa              | Do              | Lu              | Ma              | Me              | Gi              | Ve              | Sa              | Do              | Lu              | Ma              | Me              | Gi              | Ve              | Sa              | Do              | Lu              | Ma              | Me              |                 |
| Febbraio        | Gi              | Ve              | Sa              | Do              | Lu              | Ma              | Me              | Gi              | Ve              | Sa              | Do              | Lu              | Ma              | Me              | Gi              | Ve              | Sa              | Do              | Lu              | Ma              | Me              | Gi              | Ve              | Sa              | Do              | Lu              | Ma              | Me              |                 |                 |                 |                 |
| Marzo           | Gi              | Ve              | Sa              | Do              | Lu              | Ma              | Me              | Gi              | Ve              | Sa              | Do              | Lu              | Ma              | Me              | Gi              | Ve              | Sa              | Do              | Lu              | Ma              | Me              | Gi              | Ve              | Sa              | Do              | Lu              | Ma              | Me              | Gi              | Ve              | Sa              |                 |
| Aprile          | Do              | Lu              | Ma              | Me              | Gi              | Ve              | Sa              | Do              | Lu              | Ma              | Me              | Gi              | Ve              | Sa              | Do              | Lu              | Ma              | Me              | Gi              | Ve              | Sa              | Do              | Lu              | Ma              | Me              | Gi              | Ve              | Sa              | Do              | Lu              |                 |                 |
| Maggio          | Ma              | Me              | Gi              | Ve              | Sa              | Do              | Lu              | Ma              | Me              | Gi              | Ve              | Sa              | Do              | Lu              | Ma              | Me              | Gi              | Ve              | Sa              | Do              | Lu              | Ma              | Me              | Gi              | Ve              | Sa              | Do              | Lu              | Ma              | Me              | Gi              |                 |
| Giugno          | Ve              | Sa              | Do              | Lu              | Ma              | Me              | Gi              | Ve              | Sa              | Do              | Lu              | Ma              | Me              | Gi              | Ve              | Sa              | Do              | Lu              | Ma              | Me              | Gi              | Ve              | Sa              | Do              | Lu              | Ma              | Me              | Gi              | Ve              | Sa              |                 |                 |
| Luglio          | Do              | Lu              | Ma              | Me              | Gi              | Ve              | Sa              | Do              | Lu              | Ma              | Me              | Gi              | Ve              | Sa              | Do              | Lu              | Ma              | Me              | Gi              | Ve              | Sa              | Do              | Lu              | Ma              | Me              | Gi              | Ve              | Sa              | Do              | Lu              | Ma              |                 |
| Agosto          | Me              | Gi              | Ve              | Sa              | Do              | Lu              | Ma              | Me              | Gi              | Ve              | Sa              | Do              | Lu              | Ma              | Me              | Gi              | Ve              | Sa              | Do              | Lu              | Ma              | Me              | Gi              | Ve              | Sa              | Do              | Lu              | Ma              | Me              | Gi              | Ve              |                 |
| Settembre       | Sa              | Do              | Lu              | Ma              | Me              | Gi              | Ve              | Sa              | Do              | Lu              | Ma              | Me              | Gi              | Ve              | Sa              | Do              | Lu              | Ma              | Me              | Gi              | Ve              | Sa              | Do              | Lu              | Ma              | Me              | Gi              | Ve              | Sa              | Do              |                 |                 |
| Ottobre         | Lu              | Ma              | Me              | Gi              | Ve              | Sa              | Do              | Lu              | Ma              | Me              | Gi              | Ve              | Sa              | Do              | Lu              | Ma              | Me              | Gi              | Ve              | Sa              | Do              | Lu              | Ma              | Me              | Gi              | Ve              | Sa              | Do              | Lu              | Ma              | Me              |                 |
| Novembre        | Gi              | Ve              | Sa              | Do              | Lu              | Ma              | Me              | Gi              | Ve              | Sa              | Do              | Lu              | Ma              | Me              | Gi              | Ve              | Sa              | Do              | Lu              | Ma              | Me              | Gi              | Ve              | Sa              | Do              | Lu              | Ma              | Me              | Gi              | Ve              |                 |                 |
| Dicembre        | Sa              | Do              | Lu              | Ma              | Me              | Gi              | Ve              | Sa              | Do              | Lu              | Ma              | Me              | Gi              | Ve              | Sa              | Do              | Lu              | Ma              | Me              | Gi              | Ve              | Sa              | Do              | Lu              | Ma              | Me              | Gi              | Ve              | Sa              | Do              | Lu              |                 |

## Arti

### Libri
- Viene pubblicato Le avventure di Pinocchio. Storia di un burattino di Carlo Collodi.
- Viene pubblicato L'isola del tesoro e La freccia nera di Robert Louis Stevenson.